# Okręg Valence
Okręg Valence (fr. Arrondissement de Valence) – okręg w południowo-wschodniej Francji. Populacja wynosi 279 tysięcy.

## Podział administracyjny
W skład okręgu wchodzą następujące kantony:
- Bourg-de-Péage,
- Bourg-lès-Valence,
- Chabeuil,
- Grand-Serre,
- Loriol-sur-Drôme,
- Portes-lès-Valence,
- Romans-sur-Isère-1,
- Romans-sur-Isère-2,
- Saint-Donat-sur-l'Herbasse,
- Saint-Jean-en-Royans,
- Saint-Vallier,
- Tain-l'Hermitage,
- Valence-1,
- Valence-2,
- Valence-3,
- Valence-4.